# Wiaczesław Wojnarowski (artysta)
Wiaczesław Igoriewicz Wojnarowski (ros. Вячеслав Игоревич Войнаро́вский; ur. 8 lutego 1946 w Chabarowsku, zm. 24 września 2020 w Moskwie) – radziecki i rosyjski śpiewak operowy (tenor), aktor teatralny, filmowy i estradowy.
Pochowany na Cmentarzu Trojekurowskim w Moskwie.

## Wybrana filmografia
- 1982: Wróbel na lodzie jako tłuścioch

## Odznaczenia
- Zasłużony Artysta RFSRR (1987) – za zasługi w dziedzinie radzieckiej sztuki muzycznej
- Ludowy Artysta Federacji Rosyjskiej (1999) – za wielki wkład w rozwój sztuki muzycznej[3]
- Order Przyjaźni (2011) – za zasługi w rozwoju narodowej kultury i sztuki, w wieloletniej działalności twórczej[4]